# Holzrücken

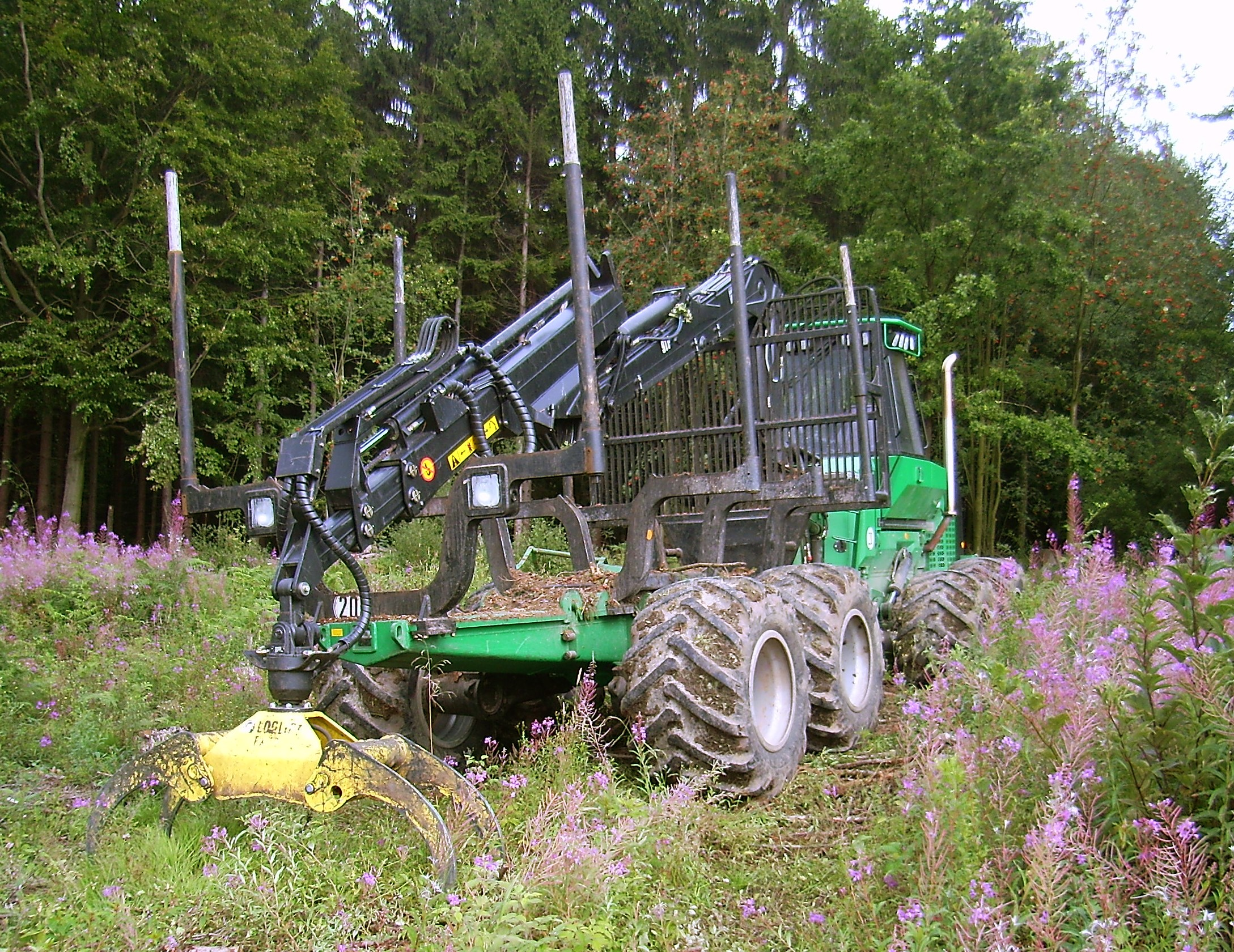
Forwarder (Rückezug)

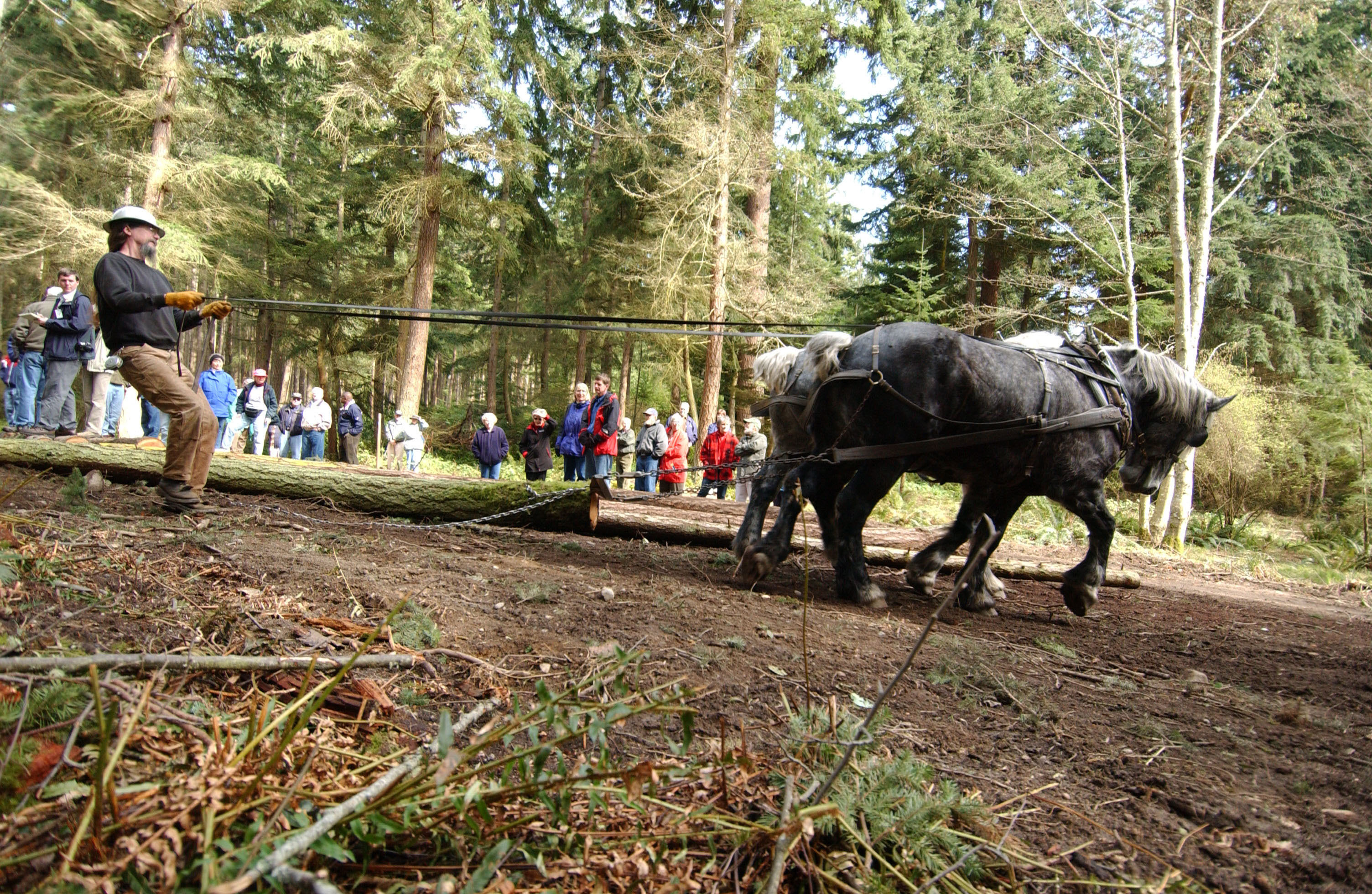
Rückepferde bei der Arbeit

Als Holzrücken (in Österreich: Holzbringung) oder auch einfach Rücken bezeichnet man den Transport von gefällten Bäumen innerhalb des Waldes zu einem Weg, von dem aus die Stämme z. B. per Langholzwagen abtransportiert werden.

## Maschineller Arbeitsablauf
Das maschinenunterstützte Holzrücken geschieht entweder mit Forstschleppern, mit Forstseilen ausgestattete Seilwinden, mit Rückewagen, mit Forwardern, mit Elliatoren oder mit fixen oder mobilen Seilkränen, in sehr schwierigem Gelände auch mit Helikoptern (Heli-Logging).
Forwarderfahrzeuge sind spezialisierter als Forstschlepper. Beide können mit Seilwinden ausgestattet sein. Das Seil eines Seilkrans ist an zwei Punkten aufgehängt und kann die Stämme auch hochheben.
Ein Rückewagen ist eng verwandt mit einem Forwarder, allerdings meist als Anhänger ausgeführt. Die Ausstattung eines Rückewagens kann sehr unterschiedlich sein. Schon die einfachsten Anhänger mit entsprechenden Halterungen werden teilweise als Rückewagen bezeichnet, bis hin zu solchen mit vielen technischen Einrichtungen wie Ladekran oder Antriebsunterstützung an den Anhängerachsen.
Je nach Methode können vor allem beim maschinellen Holzrücken zum Teil schwere Schäden am Waldboden durch Bodenverdichtung verursacht werden. Um diese Schäden auf möglichst geringe Flächen zu beschränken, werden Rückegassen oder Rückewege angelegt, die schwere Rückemaschinen keinesfalls verlassen dürfen.

## Manueller Arbeitsablauf
Ohne Einsatz von Forstmaschinen kann die Arbeit händisch mit dem Sapie (Sappl), über eine Holzriese, mit Rückepferden oder, wie im asiatischen Raum üblich, mit Elefanten erfolgen.
Holzriesen sind Rinnen, die früher ebenfalls aus Holz hergestellt wurden, um die Bloche (geschlägerten Stämme) darin hinab rutschen zu lassen. Sie konnten am Boden oder auch bis zu einigen Metern erhöht gebaut werden, um der Bahn ein gleichmäßiges Gefälle zu geben, bis zu 300 Meter lang sein und für 1000 Festmeter Holz verwendet werden. Am Ende des Transports wurde das Baumaterial der Riese ebenfalls hinabgelassen, stückweise von oben nach unten.
Besondere Tradition hat das Holzrücken mit Rückepferden in Berggebieten, wo der Abtransport der gefällten Holzstämme teilweise noch heute auf diese Weise erfolgt. Auch der Sapie wird heute noch zum Rangieren verwendet. Sonst hat der Beruf des Holzrückers aufgrund des Maschineneinsatzes in der modernen Forstwirtschaft stark an Bedeutung verloren, wird jedoch in der naturnahen Waldwirtschaft wieder belebt, da mit dem Rückepferd weniger Schäden am Baumbestand entstehen und der Boden weniger verdichtet wird.

## Weitertransport
Vom Ziel des Holzrückens, einer Lkw-geeigneten Forststraße etwa, erfolgt der Weitertransport per Langholztransporter oder früher per Pferdewagen, per Trift über einen Wasserlauf, mit der Waldbahn oder einem Schlitten.

## Abgeleitete Familiennamen
Aus dem Berufszweig der Holzrücker oder Pferderücker ist der Familienname Rücker, bzw. Rückert entstanden.